# Мраморна риба брадва
Мраморните риби брадви (Carnegiella strigata) са вид актиноптери от семейство Гастеропелециди (Gasteropelecidae).
Разпространени са в сладководни басейни в Южна Америка. Често се отглеждат като декоративни риби.
Таксонът е описан за пръв път от Алберт Гюнтер през 1864 година.